# Lee Seung-yup (Eishockeyspieler, 1984)
Lee Seung-yup (* 20. März 1984 in Seoul) ist ein südkoreanischer Eishockeyspieler, der zuletzt bis 2013 bei Anyang Halla in der Asia League Ice Hockey unter Vertrag steht.

## Karriere
Lee begann seine Karriere als Eishockeyspieler in der Mannschaft der Kyung-gi Highschool. Von 2003 vis 2006 spielte er für die Korea University. Anschließend wechselte er zu Anyang Halla, für das er in der Saison 2006/07 sein Debüt in der Asia League Ice Hockey gab. In seinem Rookiejahr im professionellen Eishockey gab der Verteidiger dabei in acht Spielen eine Torvorlage. In den folgenden Jahren erkämpfte er sich einen Stammplatz in der Mannschaft und wurde in der Saison 2009/10 erstmals Asia-League-Meister mit Anyang Halla. Zu diesem Erfolg trug der Rechtsschütze mit einem Tor und acht Vorlagen in 36 Spielen der regulären Saison bei. In der Saison 2010/11, welche aufgrund des Tōhoku-Erdbebens vorzeitig beendet wurde, gewann er mit seiner Mannschaft erneut den Meistertitel der Asia League Ice Hockey. 

### International
Für Südkorea nahm Lee im Juniorenbereich an der U18-Junioren-Weltmeisterschaft der Division III 2002, die er mit seiner Mannschaft gewann, sowie der U20-Junioren-Weltmeisterschaft der Division II 2004 teil. Im Seniorenbereich stand er im Aufgebot seines Landes bei den Weltmeisterschaften der Division I 2012 und 2013. Zudem vertrat er seine Farben beim Qualifikationsturnier für die Olympischen Winterspiele 2014 in Sotschi.

## Erfolge und Auszeichnungen
- 2010 Asia League Ice Hockey-Meister mit Anyang Halla
- 2011 Asia League Ice Hockey-Meister mit Anyang Halla

### International
- 2002 Aufstieg in die Division II bei der U18-Weltmeisterschaft der Division III
- 2012 Aufstieg in die Division IA bei der Weltmeisterschaft der Division IB

## Asia-League-Statistik
(Stand: Ende der Saison 2012/13)